# Синдром Аліси в Країні чудес
Синдром Аліси в Країні чудес (англ. Alice in Wonderland syndrome; AIWS) —  неврологічний стан, що дезорієнтує, який проявляється в порушеному візуальному сприйнятті людиною свого тіла або окремих її частин, порушенні «схеми тіла»: макросоматогнозія (відчуття тіла як більшого) і мікросоматогнозія (як більш маленького). Також людина може відчувати інші відчуття спотворення розмірів, такі як мікропсія, макропсія, пелопсія чи телеопсія. Може виникнути спотворення інших сенсорних модальностей.

## Етимологія
Англійська назва розладу походить від "Пригод Аліси в Країні чудес " Льюїса Керролла. Назву синдрому дав британський психіатр Джон Тодд (1914—1987), іноді на честь нього самого синдром називають синдромом Тодда. У психіатричній літературі розлад сприйняття власного тіла називається «порушенням схеми тіла» або «аутометаморфопсією» (від дав.-гр. αὐτός дав.-гр. αὐτός — сам, μετά — між, μορφή — форма, ὄψις — зір).

## Причини
Часто синдром викликається головним болем — мігренню, епілепсією, енцефалітом, органічною патологією головного мозку, пухлинами головного мозку або використанням психоактивних речовин. Пов'язують і з інфекційним мононуклеозом, і вірусом Епштейна — Барр.
В 1952 Ліппман описав кілька пацієнтів, які відчувають відчуття, що вони стають надзвичайно маленькими або високими під час нападів мігрені.

## Клінічна картина
Суб'єкт сприймає видимі величину та пропорції свого тіла істотно меншого чи більшого розміру, ніж вони є насправді. У загальному випадку тіло здається далеким або надзвичайно близьким у той самий час. Але, незалежно від термінології, суть явища полягає в наступному: око не пошкоджене, зміни стосуються лише психіки.
Іноді хворий відчуває яскраву диспропорцію частин тіла. Наприклад, тулуб досягає 100 метрів, ноги простягаються до центру Землі, а голова стає розміром з яблуко.
Відчуття зміни схеми тіла можуть бути ізольовані, а можуть бути іншими психопатологічними проявами. Однак це зміна сприйняття найчастіше болісна.
Можлива корекція зміненої схеми тіла зором: подивившись у дзеркало, людина виявляє нормальні параметри своєї голови (хоча відчуває її, наприклад, 10-метровою), подивившись свої ноги, переконується, що вони звичайних розмірів.